# Pristaulacus boninensis
Pristaulacus boninensis är en stekelart som beskrevs av Konishi 1989. Pristaulacus boninensis ingår i släktet Pristaulacus och familjen vedlarvsteklar. Inga underarter finns listade i Catalogue of Life.